# 皋兰路
皋兰路是上海市黄浦区的一条街道。东西走向，东到复兴公园，西至瑞金二路，长278米，宽12米。
皋兰路原名高乃依路（Rue Corneille），为1914年法租界公董局修筑，以法国诗人高乃依命名。1943年汪精卫政权接收上海法租界时改名文安路。1946年改名皋兰路。

## 沿街建筑
皋兰路沿路为住宅区，著名住宅有：
- 1号，张学良旧居，是一所西班牙式三层独立花园洋房，张学良在1935年12月中旬第三次到上海就住在皋兰路1号（张公馆）的花园洋房里。张在沪时间很短。
- 2号，黄浦区复兴公园，富有法式情调的小公园。
- 10号，卢湾区眼病防治所（1979年9月--1983年11月）。
- 11号，现为思南路幼儿园。
- 16号，原为东正教圣尼古拉斯教堂（协隆洋行俄国建筑师亚·伊·亚龙设计,昌升营造厂承建,砖混结构,1932-1934年建造）。“文革”期间被毁掉上部的圆尖顶，改为一家工厂。1999年，作了大修，修复了上部的圆尖顶。现为ashanti法国餐厅。
- 18号，虞洽卿故居。